# Bitxac cuablanc
El bitxac cuablanc (Saxicola leucurus) és una espècie d'ocell de la família dels muscicàpids (Muscicapidae) Es troba a Bangladesh, l'Índia, Myanmar, el Nepal i Pakistan. El seu estat de conservació es considera de risc mínim.